# 敘利亞禮天主教開羅教區
敘利亞禮天主教開羅教區（拉丁語：Eparchia Cahirensis Syrorum）是埃及一個東儀天主教（敘利亞禮）教區，直屬聖座。
1965年12月3日升為教區。2009年有三個堂區（一個在亞歷山卓，兩個在開羅）、三名司鐸，服務1,638位教友。現任教區主教為克肋孟-若瑟‧哈努什。

## 外部連結
- Beschreibung auf catholic-hierarchy.org (englisch) （页面存档备份，存于）
- Eintrag über die Eparchie Kairo auf Giga-Catholic (englisch) （页面存档备份，存于）